# Francisco Rufete
Francisco Rufete (ur. 20 listopada 1976 w Alicante) – hiszpański trener i piłkarz grający na pozycji pomocnika. W reprezentacji Hiszpanii rozegrał 3 mecze, zadebiutował w niej 29 marca 2000 w zwycięskim 2:0 towarzyskim meczu z Włochami. W 2020 roku tymczasowo pełnił funkcję trenera klubu RCD Espanyol.